# Mellow (映画)
『mellow』（メロウ）は、2020年1月17日公開の日本映画。監督・脚本は今泉力哉、主演は田中圭。

## ストーリー
オシャレな花屋「mellow」を営む夏目誠一。独身、彼女無し。好きな花の仕事をしながら穏やかに暮らしている。ラーメン屋の若い女店主・木帆や夏目に憧れている中学生の宏美など彼の店には色んな客がいる。ある日、夏目は常連客の人妻、麻里子に恋心を打ち明けられる。しかも、その場には彼女の夫も同席していた…。花屋とラーメン屋を舞台に様々な恋愛模様に巻き込まれていく夏目だが、彼自身の想いは…。

## キャスト
夏目誠一
演 - 田中圭
花屋の店主。
古川木帆
演 - 岡崎紗絵
父から受け継いだラーメン店を営んでいる。父の仏壇用の生花を誠一から購入してきている。
浅井宏美
演 - 志田彩良
美容室の娘。中学3年生。木帆のラーメン店の常連客。
浅井由美子
演 - 唯野未歩子
宏美の母。美容室を経営。
水野陽子
演 - 松木エレナ
浅井宏美のバスケットボール部の後輩（2年生）
佐藤ゆいこ
演 - 竹中涼乃
浅井宏美のバスケットボール部の後輩（2年生）
原田さほ
演 - 白鳥玉季
誠一の姪。小学生。
原田都
演 - 清水ゆみ
誠一の実姉、さほの母
川上優
演 - 山下健二郎 （友情出演 / 三代目 J SOUL BROTHERS from EXILE TRIBE）
木帆のラーメン店で交際相手の女性に別れを切り出す男
武田恭子
演 - 新井郁
川上に別れを切り出される女性
吉川弘子
演 - SUMIRE
木帆の友人
青木麻里子
演 - ともさかりえ
花屋の常連客。
麻里子の夫
演 - 斉藤陽一郎
古川左近
演 - 小市慢太郎
木帆の父（故人）
おじいさん
演 - 五頭岳夫
木帆のラーメン店の客
栗田ゆき
演 - 松崎未夢
古川美穂
演 - 大澤桂子
木帆の母（故人）

## スタッフ
- 監督・脚本：今泉力哉
- 音楽：ゲイリー芦屋
- 主題歌：並木瑠璃『花になる』
- 製作：岡田美穂、山本将綱、小林栄太朗、三宅容介、盛隆光、有馬一昭、佐竹一美
- エグゼクティブプロデューサー：重松圭一、吉條英希
- プロデューサー：沖貴子、宇田川寧、田口雄介
- 撮影：水口智之
- 照明：北岡孝文
- 録音：西條博介
- 美術：飯森則裕
- 編集：相良直一郎
- 衣装：篠塚奈美
- ヘアメイク：寺沢ルミ
- VFXスーパーバイザー：小坂一順
- 音響効果：渋谷圭介
- キャスティング：細川久美子
- 音楽プロデューサー：杉田寿宏
- 助監督：中里洋一
- 制作担当：濱松洋一
- 花監修：香内斉
- 宣伝プロデューサー：渡辺尊俊
- 配給：関西テレビ放送、ポニーキャニオン
- 制作プロダクション：ダブ
- 製作：「mellow」製作委員会（関西テレビ放送、トライストーン・エンタテイメント、テンカラット、ポニーキャニオン、ティートライブエンターテイメント、イオンエンターテイメント、ダブ）

## 関連商品
- mellow（メロウ）（2019年12月18日発売、Rambling RECORDS、作曲：ゲイリー芦屋、品番：RBCP-3351）[4] - サウンドトラック
- mellow DVD 2枚組（2020年7月8日発売予定、TCエンタテインメント、品番：TCED-5107）[5]
- mellow Blu-ray 2枚組（2020年7月8日発売予定、TCエンタテインメント、品番：TCBD-0958）[6]